# Pericoma motasi
Pericoma motasi és una espècie de dípter pertanyent a la família dels psicòdids present a Grècia, Bulgària, Romania, el territori de l'antiga República Federal Socialista de Iugoslàvia i Turquia.